# 天津海滨浴场
天津海滨浴场，又名天津海滨旅游度假区，位于天津滨海新区高沙岭海滩，面积22平方公里,海域面积18万平方米，曾是一处海洋旅游度假地
，2003年關閉。

## 游乐设施
- 儿童嬉水园
- 金海洋水族馆
- 卡丁车赛场
- 水上运动场
- 人工海滨浴场
- 温泉游乐宫
- 海上快艇俱乐部
- 海上滑梯
- 赶海拾贝
- 露天温泉按摩园
- 金海宾馆

## 交通
- 海防公路
- 京津塘高速公路
- 津塘公路
- 津港公路